# De vier jaargetijden: lente

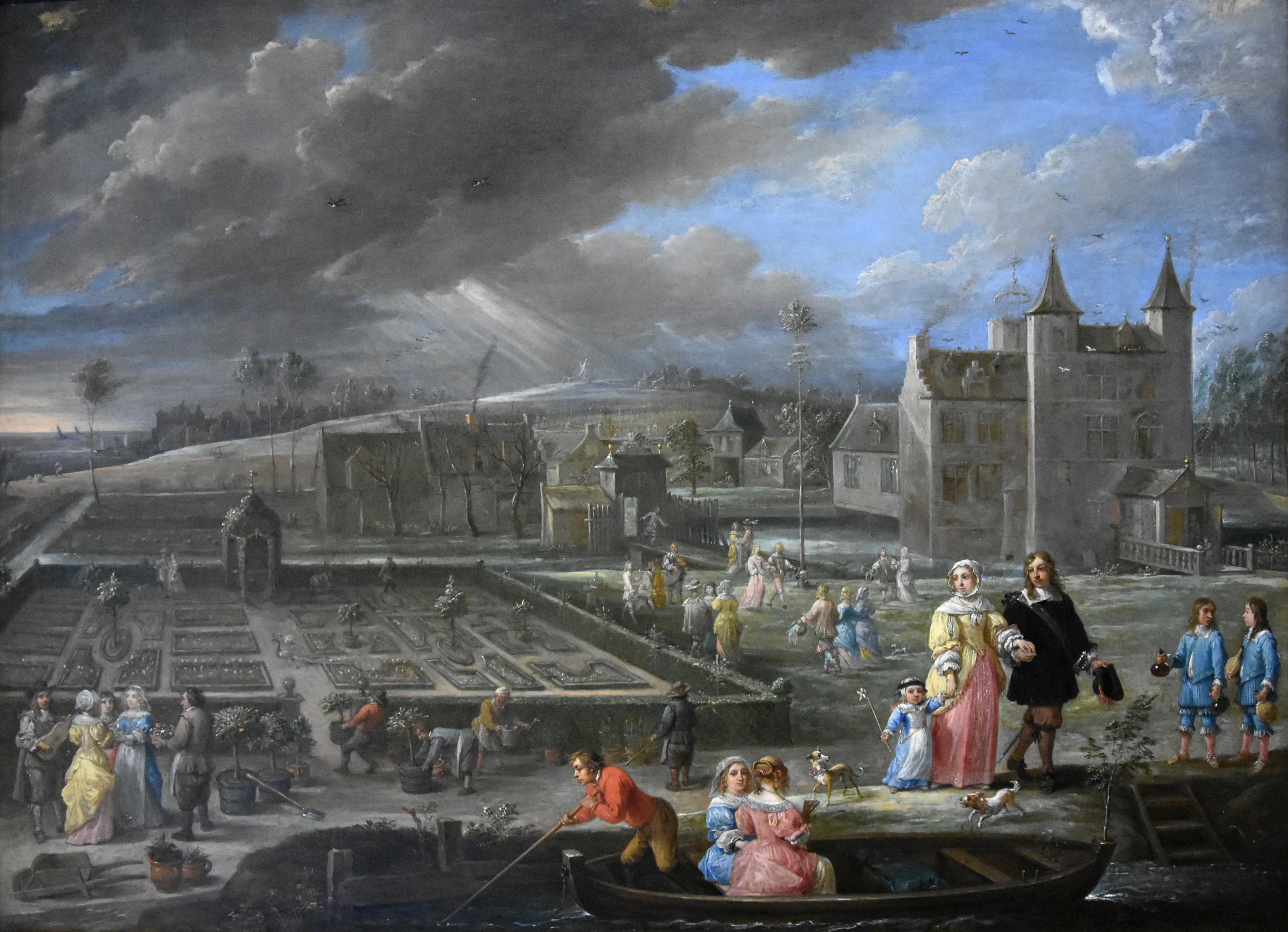
De vier jaargetijden: lente

De vier jaargetijden: lente is een schilderij van de Vlaamse barokschilder David Teniers II. De vier jaargetijden is een reeks, van vier schilderijen. De Lente hangt in Het Noordbrabants Museum. Het is in bruikleen van de Rijksdienst voor het Cultureel Erfgoed (RCE).
Teniers schilderde zichzelf, samen met zijn tweede vrouw Isabella de Fren en een van hun kinderen. Zijn landgoed De Dry Toren in Perk, waar hij een tijdlang woonde en waar zijn tweede vrouw overleed, vormt de achtergrond van dit werk.

## Fictie en realiteit
David Teniers, zoals zijn tijdgenoten Peter Paul Rubens, Antoon van Dyck en Jan Brueghel de Jonge, zetten vertekende virtuele taferelen op doek die weinig vandoen hadden met de realiteit. Ze schilderden hun eigen fictieve wereld, niet wat ze zagen. Een voorbeeld hiervan is het landschap in het schilderij Herfstlandschap met uitzicht op het Steen van Rubens. Het wordt nog duidelijker als men, anno 2019, bijna 350 jaar later, op de hoek staat van de Huinhovenstraat en de David Teniersstraat in Perk, nu deelgemeente van Steenokkerzeel.
David Teniers' kasteelhoeve "Dry Toren", zoals hij het schilderde, was zoals hij zijn ideale thuishaven zag. In een hedendaags magazine zou men het lifestylefotografie op glanspapier van zijn tijd noemen. "Dry Toren", of de Drietorenhoeve schilderde hij meer dan eens maar nergens staat het landgoed zo te pronken als hier. Hier is hij te zien met zijn echtgenote Anna, trots op iedereen en alles wat hen omringt: de moestuin, de grote gebouwen en stallingen, en op de schijnbaar gelukkige werklieden als zij rond de meiboom dansen. Op andere schilderijen zette hij zijn landgoed anders in de verf: de grote toegangspoort links van de torens, de andere keer rechts, dan weer is Dry Toren omringd door water, dan door bossen. In realiteit is er in de omgeving van Perk geen heuvel te zien. Op de Ferrariskaart uit de achttiende eeuw is er niets te vinden van De Dry Toren. Hoogstwaarschijnlijk ging het om niets meer dan een vierkantshoeve, met drie torens op de hoekgebouwen om het belang van het gebouw te onderstrepen. Op het schilderij is op een van de torens smeedwerk te zien. Dat het om zijn atelier zou gaan is zeer onwaarschijnlijk.

## Lifestyle avant la lettre
Wilde Teniers zich met zijn beroemde tijdgenoot Peter Paul Rubens meten? De laatste kocht in 1636 een kasteel in Elewijt, dat te zien is op zijn doek Herfstlandschap met uitzicht op het Steen. Teniers zocht naar erkenning en verheffing in de adelstand zoals Rubens en van Dyck, die daar wel in slaagden. Op de verkoopakte die Teniers in 1663 tekende staat: "Eene hoeve ofte huys van plaisantie genoempt Hoenenhove of Dry-Toren", aan de rand van Perk. Het schilderij toont hoogstwaarschijnlijk veel meer dan wat er ooit is geweest.

## De Dry Toren anno 2019
De "Dry Toren" zijn anno 2019 in privébezit, onherkenbaar en wat er van overblijft is beschermd. Een storm in 1992 was het einde voor de krakkemikkige poortgebouw, het laatste restant van het gebouw zoals geschilderd door Teniers.  Alleen het boerenhuis, waarschijnlijk uit een latere periode, zou een kasteelhoeve zijn geweest. Archeologen hebben de plek nooit doorzocht. Wel vond men resten van fundamenten en een omwalling. 